# Solliciteur général pour l'Écosse
Ne doit pas être confondu avec Avocat général pour l'Écosse.
Le solliciteur général pour l'Écosse (Her Majesty's Solicitor General for Scotland en anglais et Àrd-neach-lagha a' Chrùin an Alba en gaélique écossais) est l'un des officiers de Justice de la Couronne.
Il gère avec le Lord Advocate le Crown Office and Procurator Fiscal Service (Bureau de la Couronne et Service du procureur).

## Historique
Le poste de solliciteur général pour l'Écosse a été créé en 1696.
Jusqu'en 1999, quand le Parlement écossais et l'exécutif écossais furent créés, le Lord Advocate et le solliciteur général conseillaient le gouvernement britannique sur le droit écossais. Depuis leur transfert dans l'effectif du gouvernement écossais, cette fonction est reprise par l'avocat général pour l'Écosse (Advocate General for Scotland).

## Fonctions
Il assiste le Lord Advocate dans sa fonction de conseiller juridique du gouvernement écossais sur la loi écossaise. Ils sont tous deux responsables du Crown Office and Procurator Fiscal Service (Bureau de la Couronne et Service du procureur), qui gère l'ensemble des poursuites judiciaires en Écosse.

## Liste des solliciteur général pour l'Écosse depuis 1696

### Solliciteur généraux pour l'Écosse, 1696-1707
- 1696-1700 : Patrick Hume
- 1701-1706 : David Dalrymple de Hailes
- 1701-1709 : William Carmichael

### Solliciteur généraux pour l'Écosse depuis 1707
Note : (LA) indique que le Solliciteur général a servi comme Lord Advocate ensuite.

#### XVIIIesiècle
- 1709-1714 : Thomas Kennedy
- 1709-1714 : James Steuart
- 1714-1716 : John Carnegie de Boyseck
- 1714-1717 : James Steuart
- 1717-1720 : Robert Dundas
- 1720-1721 : Walter Stewart
- 1721-1733 : John Sinclair
- 1721-1725 : Charles Binning
- 1725-1737 : Charles Erskine
- 1737-1742 : William Grant de Prestongrange
- 1742-1746 : Robert Dundas
- 1746-1755 : Patrick Haldane de Gleneagles
- 1746-1755 : Alexander Hume
- 1755-1759 : Andrew Pringle d'Alemore
- 1759-1760 : Thomas Miller
- 1760-1764 : James Montgomery et Frances Garden
- 1764-1766 : James Montgomery
- 1766-1775 : Henry Dundas
- 1775-1783 : Alexander Murray
- 1783-1784 : Ilay Campbell et  Alexander Wight
- 1784 : Robert Dundas
- 1789 : Robert Blair

#### XIXesiècle
- 1806 : John Clerk
- 1807 : David Boyle
- 1811 : David Monypenny
- 1813 : Alexander Maconochie
- 1816 : James Wedderburn
- 1822 : John Hope
- 1830 : Henry Cockburn
- 1834 : Andrew Skene
- 1834 : Duncan McNeill
- 1835 : John Cunninghame
- 1837 : Andrew Rutherfurd
- 1839 : James Ivory
- 1840 : Thomas Maitland
- 1841 : Duncan McNeill
- 1842 : Adam Anderson
- 1846 : Thomas Maitland
- 1850 : James Moncreiff
- 1851 : John Cowan
- 1851 : George Deas
- 1852 : John Inglis
- 1852 : Charles Neaves
- 1853 : Robert Handyside
- 1853 : James Craufurd
- 1855 : Thomas Mackenzie
- 1855 : Edward Francis Maitland
- 1858 : Charles Baillie
- 1858 : David Mure
- 1859 : George Patton
- 1859 : Edward Francis Maitland
- 1862 : George Young
- 1866 : Edward Strathearn Gordon
- 1867 : John Millar
- 1868 : George Young
- 1869 : Andrew Rutherfurd-Clark
- 1874 : John Millar
- 1874 : William Watson
- 1876 : John Hay Athole Macdonald
- 1880 : John Blair Balfour
- 1881 : Alexander Asher
- 1885 : James Patrick Bannerman Robertson
- 1886 : Alexander Asher
- 1886 : James Patrick Bannerman Robertson
- 1888 : Moir Tod Stormonth Darling
- 1890 : Charles Pearson
- 1891 : Andrew Graham Murray
- 1892 : Alexander Asher
- 1894 : Thomas Shaw
- 1895 : Andrew Graham Murray
- 1896 : Charles Scott Dickson

#### XXesiècle
- 1903 : David Dundas
- 1905 : Edward Theodore Salvesen
- 1905 : James Avon Clyde
- 1905 : Alexander Ure
- 1909 : Arthur Dewar
- 1910 : William Hunter
- 1911 : Andrew Macbeth Anderson
- 1913 : Thomas Morison
- 1920 : Charles David Murray
- 1922 : Andrew Constable
- 1922 : William Watson
- 1922 : David Pinkerton Fleming
- 1923 : Frederick Charles Thomson
- 1924 : John Charles Fenton
- 1924 : David Pinkerton Fleming
- 1926 : Alexander Munro MacRobert
- 1929 : Wilfrid Guild Normand
- 1929 : John Charles Watson
- 1931 : Wilfrid Guild Normand
- 1933 : Douglas Jamieson
- 1935 : Thomas Mackay Cooper
- 1935 : Albert Russell
- 1936 : James Scott Cumberland Reid
- 1941 : David King Murray
- 1945 : Daniel Patterson Blades
- 1947 : John Wheatley
- 1947 : Douglas Johnston
- 1951 : William Rankine Milligan
- 1955 : William Grant
- 1960 : David Anderson
- 1964 : Norman Wylie
- 1964 : James Leechman
- 1965 : Henry Wilson
- 1967 : Ewan Stewart
- 1970 : David Brand
- 1972 : William Stewart
- 1974 : John McCluskey
- 1979 : Nicholas Fairbairn
- 1982 : Peter Fraser
- 1989 : Alan Rodger
- 1992 : Thomas Dawson
- 1995 : Donald Mackay
- 1995 : Paul Cullen
- 1997 : Colin Boyd

#### XXIesiècle
- 2000 : Neil Davidson
- 2001 : Elish Angiolini
- 2006 : John Beckett
- 2007 : Frank Mulholland
- 2011 : Lesley Thomson
- 2016 : Alison Di Rollo
- 2021 : Ruth Charteris